# 樟脑磺内酰胺
樟脑磺内酰胺（英語：Camphorsultam）又称降冰片烷磺内酰胺（英語：bornanesultam）是一种含硫有机化合物。在不对称有机合成中常作为手性助剂来调控产物对映体选择性。其外型异构体 (1R)-(+)-樟脑磺内酰胺和(1S)-(-)-樟脑磺内酰胺均有市售。

## 制备

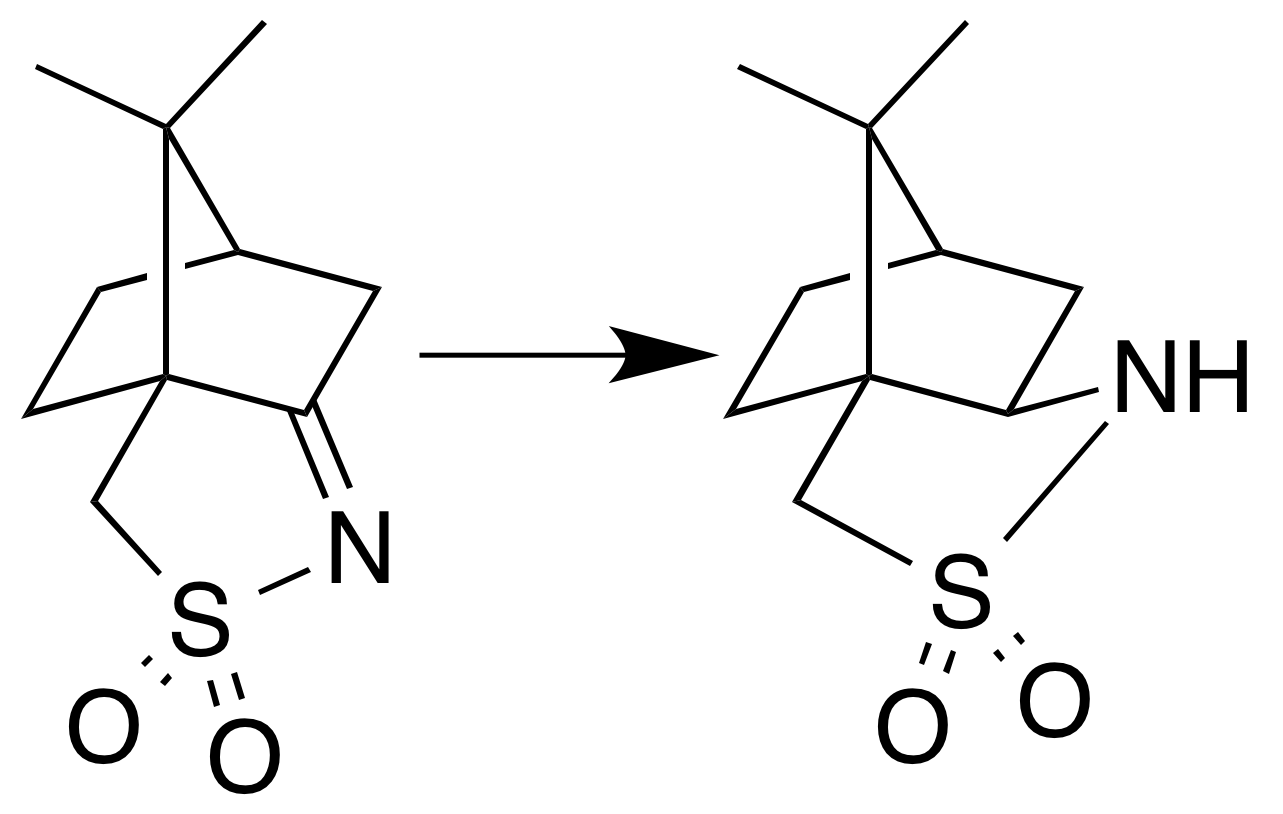
樟脑磺内酰胺的制备

樟脑磺内酰胺常由樟脑内磺酰亚胺还原得到。该法最初采用雷尼镍催化加氢还原,，但现如今已经被氢化铝锂还原法取代.。还原反应具有立体选择性，即使理论上内型和外形非对映体均可能产生，但实际受制于甲基的空间位阻效应，还原产物只有外形体。
奥地利化学家沃尔夫冈·奥波尔策（Wolfgang Oppolzer）以及其同事首次开发了氢化铝锂还原法制备樟脑磺内酰胺，并首次将其运用到不对称合成中，因此樟脑磺内酰胺有时又被称为奥波尔策磺内酰胺（Oppolzer's sultam）。

## 用途
基于分子中的N原子可以进行取代得到系列衍生物，加之手性分子骨架构象难以变化的刚性结构，使得樟脑磺内酰胺是一种很好的手性助剂，在有机合成中可调控产物立体构型。比如大环酯肽抗生素Manzacidin B的立体选择性合成就用到了樟脑磺内酰胺。此外，樟脑磺内酰胺作为手性助剂在迈克尔反应、克莱森重排和环加成反应中均能得到很高的产物立体选择性，这使得人们可以更好地控制反应并生成特定所需产物。如果反应底物配有两种手性助剂，其之间的协同作用可以进一步提高立体选择性。
基于该特点，樟脑磺内酰胺可作为“手性探针”分子来确定化合物的绝对构型。